# 马莉·凯·伯格曼
马莉·凯·伯格曼（英語：Mary Kay Bergman，1961年6月5日—1999年11月11日），美国配音演员和动画配音老师。她出生于洛杉矶，是犹太音乐家帕特·帕里斯和戴夫·伯格曼的独生女，早在她曾对奇幻作品和动画有兴趣。
她曾在高中出演戏剧并在加州大学洛杉矶分校学习舞台剧。她的演艺工作起初并不成功，后来她曾考虑参加空军。然而一次在乔迁派对上演唱卡拉OK改变了她的生活。 1989年，她开始为迪斯尼的人物白雪公主配音，随后自1997年起她因在《南方公园》配音而为人熟知，直到她去世。她也曾为至少400个电视广告配音。
马莉·凯·伯格曼在1990年与演员、导演、制片人、编剧迪诺·安德拉德结婚。由于她的母亲患上癌症以及工作相关的压力，伯格曼患上了抑郁症，最终导致她在1999年11月自杀。在她去世后不久，安德拉德成立了马莉·凯·伯格曼纪念基金。她被安葬在好莱坞山的森林草坪纪念公园。